# Melpomene leptostoma
Melpomene leptostoma är en stensöteväxtart som först beskrevs av Fée, och fick sitt nu gällande namn av Alan Reid Smith och Robbin C. Moran. Melpomene leptostoma ingår i släktet Melpomene och familjen Polypodiaceae. Inga underarter finns listade.